# FC Metaloglobus Boekarest
FC Metaloglobus Boekarest is een Roemeense voetbalclub uit de hoofdstad Boekarest. 

## Geschiedenis
De club werd opgericht in 1923 door de Metaloglobus-fabriek. De club speelde in de schaduw van de succesvollere stadsrivalen en was voornamelijk actief in de amateurreeksen van Boekarest. In 2011 werd de club kampioen in de vierde klasse en promoveerde zo naar de derde klasse. Na een plaats in de middenmoot eindigde de club de volgende jaren telkens in de middenmoot tot in 2017 een nieuwe titel volgde en de club zo voor het eerst in haar bestaan in de tweede klasse speelde. Daar is de club sinds 2017 een vaste waarde, meestal in de middenmoot. De beste notering was een zevende plaats in 2020. In 2025 werd de club vijfde en kon deelnemen aan de eindronde om te promoveren, waar ze eersteklasser FC Politehnica Iași versloegen en zo voor het eerst promoveerden naar de hoogste divisie. 